# Джекман, Хью
Хью Майкл Дже́кман (англ. Hugh Michael Jackman; род. 12 октября 1968, Сидней, Новый Южный Уэльс, Австралия) — австралийский актёр, певец и продюсер. Стал известен широкой публике по роли супергероя-мутанта Росомахи в серии фильмов «Люди Икс».
Вершиной его актёрского мастерства подавляющим большинством критиков признана работа в детективном триллере «Пленницы» (2013). Также широко известен по фильмам «Кейт и Лео», «Пароль „Рыба-меч“», «Ван Хельсинг», «Фонтан», «Престиж», «Живая сталь», «Отверженные», «Робот по имени Чаппи», «Австралия» и «Величайший шоумен».
Номинант на премии «Оскар» (2013), BAFTA (2013) и «Золотой глобус» (2002, 2018), обладатель премии «Золотой глобус» (2013), театральной премии «Тони» (2004, 2012), телевизионной премии «Эмми» (2005) и музыкальной премии «Грэмми» (2019). В случае победы на «Оскаре», Хью Джекман присоединится к группе людей со статусом EGOT, которые обладают выдающимися достижениями в области телевидения, звукозаписи, кино и театра. Компаньон ордена Австралии (2019).

## Биография
Родился 12 октября 1968 года в Сиднее.
В семье он был младшим из пятерых детей. Родители — Крис Джекман и Грейс Уотсон — эмигранты из Великобритании. В Австралию они переехали в 1960-х годах. Когда Хью было 8 лет, родители развелись, Грейс вернулась в Англию с дочерьми, а трое сыновей остались с отцом. Через несколько лет, когда Хью было 12, родители попытались сойтись снова, но неудачно. Грейс приезжала в Австралию на три недели раз в полгода, а с 14 лет Хью начал регулярно ездить к ней и сёстрам в Лондон.
Крис Джекман — глубоко верующий человек, дал детям религиозное воспитание. Самые яркие воспоминания детства Хью — игра в баскетбол (был капитаном школьной команды) и походы с семьёй в Австралии.
По окончании школы Хью поступил в технологический университет Сиднея на факультет журналистики. Окончив его, получил степень бакалавра в области коммуникаций со специализацией в журналистике. Однако к концу учёбы он понял, что профессия журналиста его мало интересует, и начал увлекаться театром.
В 1991 году посещал годичные театральные курсы «The Journey» в Актерском центре в Саррей-Хиллз в Сиднее. Учебные заведения, где Хью проходил обучение (в конце: года обучения):
- Knox Grammar School, 1986
- University of Technology, Journalism, Bachelors of Arts, B.A., 1990
- Actors Centre, 1991
- Edith Cowan University, 1994
- The School of Practical Philosophy (1993—2009).

## Карьера
В 1994 году после трёх лет обучения в Западноавстралийской Академии Исполнительских Искусств (WAAPA) Джекман принял участие в съёмках австралийского телесериала-драмы «Коррелли». Сериал рассказывает о работе женщины-психолога доктора Коррелли в мужской тюрьме. Хью сыграл роль самого сложного её пациента — заключённого Кевина Джонса.

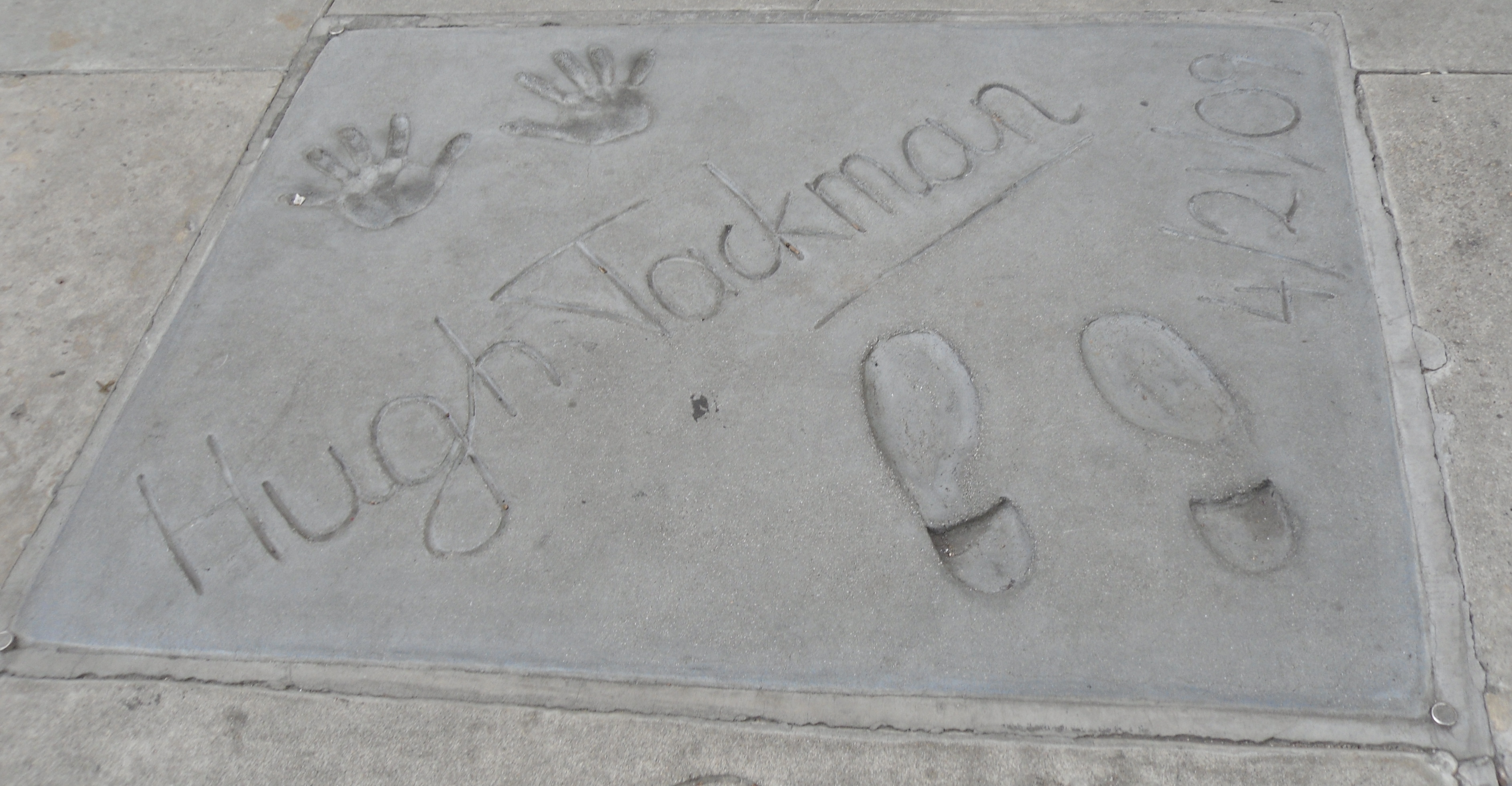
Отпечатки рук и ног Хью Джекмана перед Китайским театром Граумана

С октября 1996 по июнь 1997 года был занят в австралийской постановке мюзикла «Бульвар Сансет» в роли Джо Гиллиса. За исполнение этой роли Джекман дважды получил премию Мо «Лучшему актёру года» (австралийский аналог театральной премии «Тони»). Также Джекман сыграл Гастона в мюзикле «Красавица и чудовище».
С 1998 года играл на сцене Королевского национального театра в Лондоне под руководством режиссёра Тревора Нанна. За исполнение роли Кёрли Маклейна в мюзикле «Оклахома!» был номинирован на театральную премию Лоренса Оливье.
За роль в фильме «Эрскинвильские короли» (1999) Джекман был удостоен премии FCCA в номинации «за лучшую мужскую роль» и номинирован на премию Австралийского института кинематографии «за лучшую главную мужскую роль».
В 2000 году был замечен в Голливуде, и роль Росомахи в фильме «Люди Х» принесла ему мировую известность и миллионные гонорары. В 2001 году Джекман вместе с Мэг Райан сыграл в романтической комедии «Кейт и Лео». За роль обаятельного дворянина Леопольда он был номинирован на премию «Золотой глобус» в категории «Лучший актёр (комедия/мюзикл)». Также снялся в боевике с Джоном Траволтой «Пароль „Рыба-меч“» и в комедии «Флирт со зверем».
В 2004 году снялся в фильме «Ван Хельсинг». В мюзикле «Мальчик из страны Оз» на Бродвее Хью Джекман сыграл шоумена Питера Аллена. За исполнение этой роли он получил театральную премию Тони в категории «Лучший актёр мюзикла».
В 2005 году Джекман вместе со своим партнёром по бизнесу Джоном Палермо основал продюсерскую компанию «Seed Productions». Первым проектом студии стал сериал «Вива Лафлин» (2007), в котором Хью сыграл одну из второстепенных ролей.

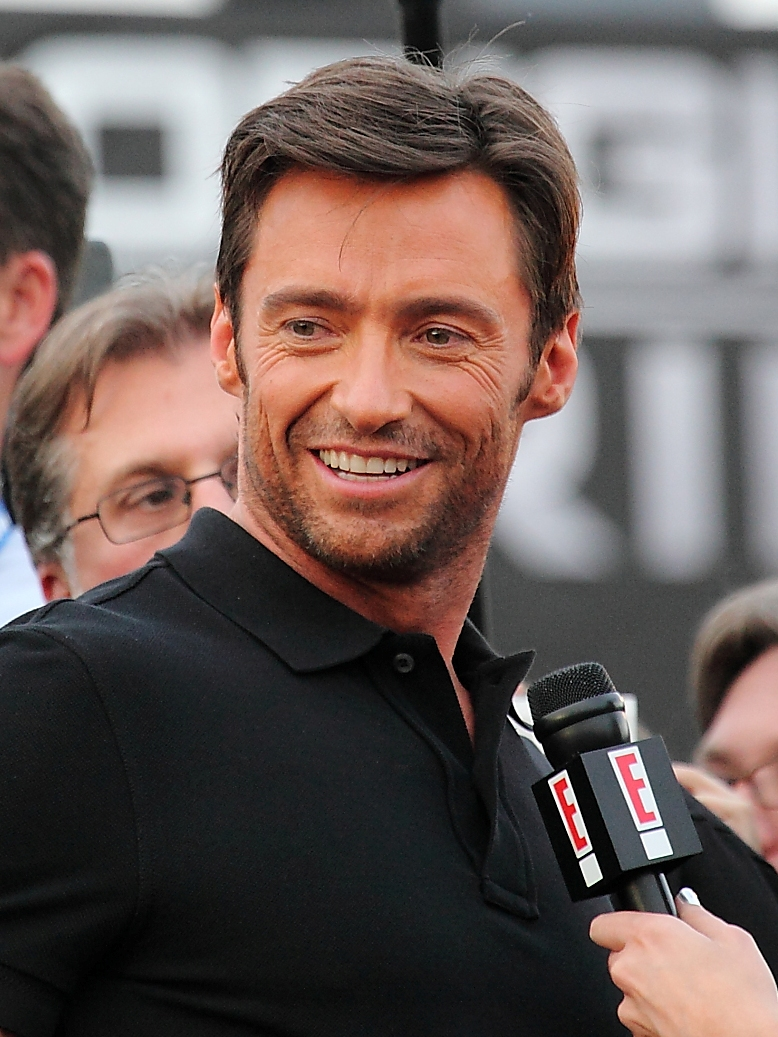
Хью Джекман на премьере фильма «Люди Икс: Начало. Росомаха», 2009 год

В 2006 году Джекман принял участие в озвучке двух мультфильмов — анимационной комедии-мюзикле «Делай ноги», который в этом же году выиграл премию «Оскар» как лучший мультфильм года, и мультфильма-пародии «Смывайся!». В этом же году снялся в одной из главных ролей в фильме Кристофера Нолана «Престиж», где сыграл фокусника-иллюзиониста Роберта Энджера. Также в этом году выходит крайне неоднозначный и недооцененный фильм режиссёра Даррена Аронофски «Фонтан».
В 2008 году вышел фильм «Австралия» вместе с Николь Кидман в главной женской роли и Хью в главной мужской роли. Съёмки проходили в городе Бовен (Австралия). Также Джекман снялся в фильме «Список контактов» и выступил его продюсером.
В 2009 году Хью Джекман был ведущим церемонии вручения наград кинопремии «Оскар». В 2009 году вышел спин-офф «Люди Икс: Начало. Росомаха», спродюсированный компанией Джекмана «Seed Productions». В рамках рекламной кампании этого фильма Хью Джекман посетил Россию. Во время этого визита Джекман участвовал в выпуске программы «Прожекторперисхилтон». В сентябре 2011 года повторно принял участие в съёмках программы. В 2010 году Хью Джекман снялся в фантастическом фильме «Живая сталь», в эпизодической роли фильма «Как по маслу» и в одной из короткометражек для фильма братьев Фарелли «Movie 43». На ТВ выходит документальный фильм о поездке Хью в Эфиопию «Seeds of Hope».
В 2009—2011 годах снялся в рекламе чая Lipton. В 2011 году Хью Джекман выступает с концертами, составленными из разнообразных бродвейских песенных номеров в Сан-Франциско, Нью-Йорке и Торонто. Выходит фильм «Люди Икс: Первый класс», где у Хью короткое, но очень яркое камео в роли Росомахи. В рамках большого промотура «Живой стали» Хью Джекман заезжает и в Москву. Режиссёр «Король говорит» Том Хупер делает Хью предложение сняться в его новом проекте — мюзикле «Отверженные». Хью удачно проходит пробы на роль Жана Вальжана. На 83-й церемонии награждения премии Оскар Хью Джекман вместе с Николь Кидман вручал награду за лучший звук. Озвучивал Пасхального кролика в мультфильме Хранители снов.
В 2012 году Джекман с марта по июнь снимается в фильме «Отверженные», с августа по ноябрь в новом фильме «Росомаха: Бессмертный». У Хью Джекмана есть именная звезда на Голливудской «Аллее славы» — за вклад в киноиндустрию, открытая 13 декабря 2012 года, по адресу: 6931 Голливудский б-р..
В 2013 году снялся в триллере «Пленницы». В 2014 выходит фильм «Люди Икс: Дни минувшего будущего», в котором Хью Джекман в очередной раз играет Росомаху. В этом же году Хью возвращается на театральную сцену и играет в бродвейской драме «The River».
В 2015 с участием Джекмана выходят фильмы «Робот по имени Чаппи» и «Пэн: Путешествие в Нетландию». Также в 2015 году Хью устраивает свой первый большой концертный тур по городам Австралии под названием «Hugh Jackman - Broadway to Oz». Концерт состоял из множества музыкальных выступлений в сопровождении танцевального коллектива и оркестра музыкантов.
В апреле 2016 года вышла спортивная драма с элементами комедии «Эдди „Орёл“», где вместе с Хью Джекманом играл молодой английский актёр Тэрон Эджертон. Джекман играл Бронсона Пири, тренера со склонностью к выпивке. В том же 2016 году начались съемки третьего сольного фильма о Росомахе.

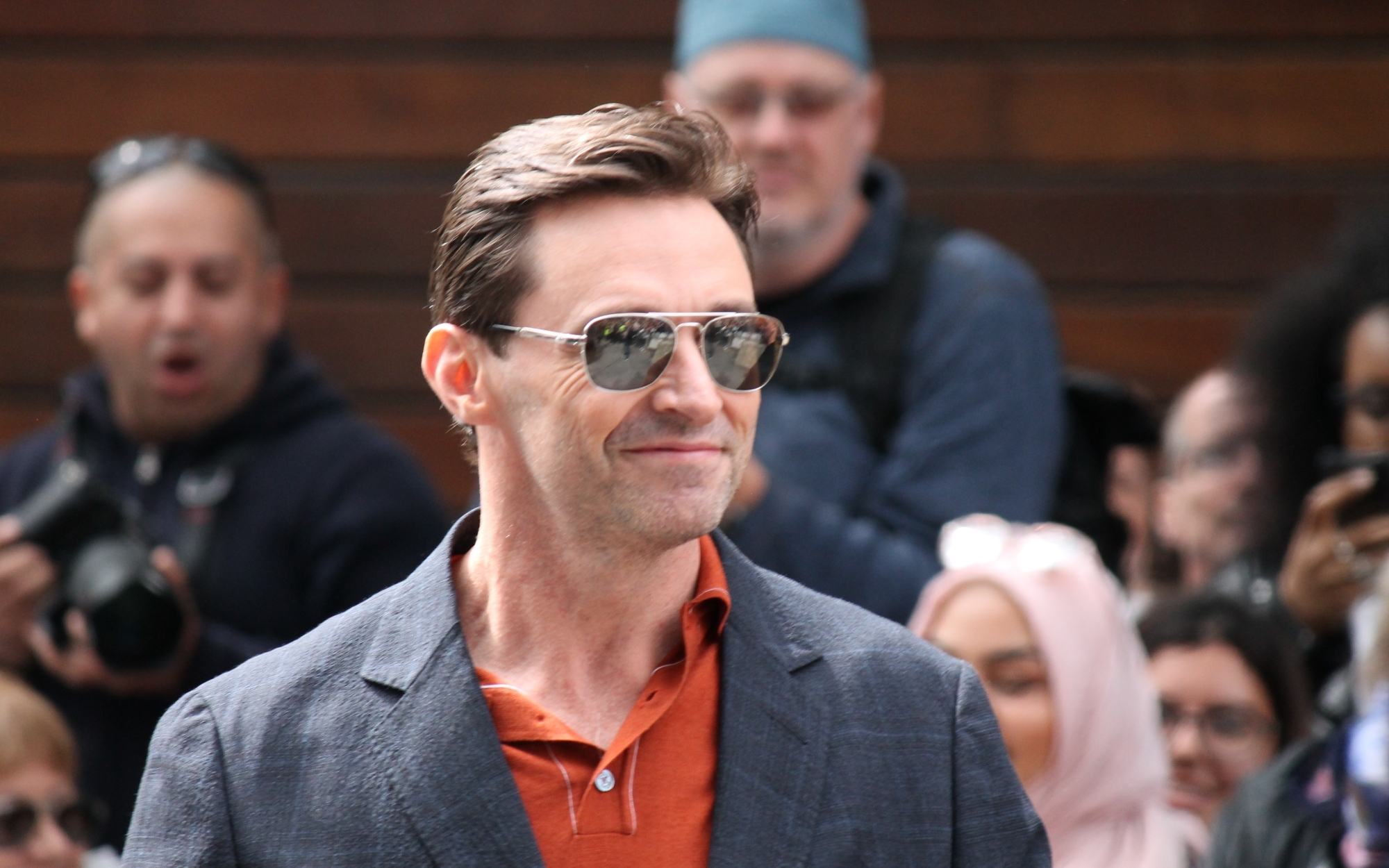
Джекман на Международном кинофестивале в Торонто в 2018 году

В 2018 году кадры фильма «Люди Икс: Начало. Росомаха» (2009) с Хью Джекманом в роли Логана / Росомахи были использованы в фильме «Дэдпул 2» (2018).
В 2019 году Хью Джекман и Патрик Стюарт попали в Книгу рекордов Гиннесса, как актёры, дольше всего играющие супергероев — Росомаху и Профессора Икс, соответственно. Они исполняли свои роли в течение 16 лет и 228 дней — начав с фильма «Люди Икс» и закончив фильмом «Логан». В сентябре 2022 года стало известно, что Хью Джекман снова сыграет Росомаху в фильме «Дэдпул и Росомаха».

## Личная жизнь
С 1996 по 2023 год Джекман был женат на актрисе Деборре-Ли Фёрнесс, которую встретил на съёмках сериала «Коррелли». Фёрнесс перенесла несколько выкидышей, после чего они с Джекманом усыновили двоих детей — сына Оскара Максимилиана (род. 2000) и дочь Аву Элиот (род. 2005). По словам Джекмана, «[они] всегда планировали и надеялись иметь как приёмных, так и биологических детей. Но получилось так, что у нас не было биологических детей».
15 сентября 2023 года Хью Джекман и Деборра-Ли Фернесс в своём официальном заявлении объявили, что решили развестись после 27 лет брака.
Джекман практикует трансцендентальную медитацию.

## Фильмография
| Год       |     | Русское название                      | Оригинальное название                    | Роль                                       |
| --------- | --- | ------------------------------------- | ---------------------------------------- | ------------------------------------------ |
| 1994      | с   | Закон страны                          | Law of the Land                          | Чарльз «Чика» Маккрей                      |
| 1995      | с   | Корелли                               | Correlli                                 | Кевин Джонс                                |
| 1995      | с   | Блу хилеры                            | Blue Heelers                             | Брэди Джексон                              |
| 1996      | с   | Холодная река: Сага МакГрегора        | The Man from Snowy River                 | Дункан Джонс                               |
| 1998      | с   | Галифакс, судебный психолог           | Halifax f.p.                             | Эрик Рингер                                |
| 1999      | ф   | Герой её романа                       | Paperback Hero                           | Джек Уиллис                                |
| 1999      | ф   | Эрскинвильские короли                 | Erskineville Kings                       | Уэйс                                       |
| 1999      | тф  | Оклахома!                             | Oklahoma!                                | Кёрли Маклейн                              |
| 2000      | ф   | Люди Икс                              | X-Men                                    | Джеймс Логан / Росомаха                    |
| 2001      | ф   | Флирт со зверем                       | Someone Like You                         | Эдди Алден                                 |
| 2001      | ф   | Пароль «Рыба-меч»                     | Swordfish                                | Стэнли Джобсон                             |
| 2001      | ф   | Кейт и Лео                            | Kate & Leopold                           | Леопольд Георг Дункан Альберт              |
| 2003      | ф   | Люди Икс 2                            | X-Men 2                                  | Джеймс Логан / Росомаха                    |
| 2003      | ки  |                                       | X2: Wolverine’s Revenge                  | Джеймс Логан / Росомаха                    |
| 2003      | кор | Только стоячие места                  | Standing Room Only                       | Роджер                                     |
| 2004      | кор | Оценивание                            | Making the Grade                         | Мистер Слэттери                            |
| 2004      | ф   | Ван Хельсинг                          | Van Helsing                              | Гэбриэл Ван Хельсинг                       |
| 2004      | мф  | Ван Хельсинг: Лондонское задание      | Van Helsing: The London Assignment       | Гэбриэл Ван Хельсинг                       |
| 2004      | ки  |                                       | Van Helsing                              | Гэбриэл Ван Хельсинг                       |
| 2005      | ф   | Тайны заблудших душ                   | Stories of Lost Souls                    | Роджер                                     |
| 2006      | ф   | Люди Икс: Последняя битва             | X-Men: The Last Stand                    | Джеймс Логан / Росомаха                    |
| 2006      | ки  |                                       | X-Men: The Official Game                 | Джеймс Логан / Росомаха                    |
| 2006      | ф   | Сенсация                              | Scoop                                    | Питер Лайман                               |
| 2006      | ф   | Фонтан                                | The Fountain                             | Томас / Томми / Том Крео                   |
| 2006      | ф   | Престиж                               | The Prestige                             | Роберт Энжиер / Джеральд Рут               |
| 2006      | мф  | Смывайся!                             | Flushed Away                             | Родди Сент-Джеймс                          |
| 2006      | мф  | Делай ноги                            | Happy Feet                               | Мемфис                                     |
| 2007      | с   | Вива Лафлин                           | Viva Laughlin                            | Ники Фонтана                               |
| 2008      | кор | Дядя Джонни                           | Uncle Jonny                              | Дядя Рассел                                |
| 2008      | ф   | Список контактов                      | Deception                                | Уайатт Боуз/Джейми Гетц                    |
| 2008      | ф   | Австралия                             | Australia                                | Дровер                                     |
| 2008      | док | Огненный сезон                        | The Burning Season                       | рассказчик                                 |
| 2009      | ф   | Люди Икс: Начало. Росомаха            | X-Men Origins: Wolverine                 | Джеймс «Логан» Хоулетт / Росомаха          |
| 2009      | ки  |                                       | X-Men Origins: Wolverine                 | Джеймс «Логан» Хоулетт / Росомаха          |
| 2011      | ф   | Люди Икс: Первый класс                | X-Men: First Class                       | Джеймс «Логан» Хоулетт / Росомаха          |
| 2011      | ф   | Снежный цветок и заветный веер        | Snow Flower and the Secret Fan           | Артур                                      |
| 2011      | ф   | Как по маслу                          | Butter                                   | Бойд Болтон                                |
| 2011      | ф   | Живая сталь                           | Real Steel                               | Чарли Кентон                               |
| 2012      | мф  | Хранители снов                        | Rise of the Guardians                    | Пасхальный кролик                          |
| 2012      | ф   | Отверженные                           | Les Misérables                           | Жан Вальжан                                |
| 2013      | ф   | Муви 43                               | Movie 43                                 | Дэвиc                                      |
| 2013      | ф   | Росомаха: Бессмертный                 | The Wolverine                            | Джеймс Логан / Росомаха                    |
| 2013      | ф   | Пленницы                              | Prisoners                                | Келлер Довер                               |
| 2014      | ф   | Люди Икс: Дни минувшего будущего      | X-Men: Days of Future Past               | Джеймс Логан / Росомаха                    |
| 2014      | ф   | Ночь в музее: Секрет гробницы         | Night at the Museum: Secret of the Tomb  | Король Артур / камео                       |
| 2015      | ф   | Робот по имени Чаппи                  | Chappie                                  | Винсент Мур                                |
| 2015      | ф   | Пэн: Путешествие в Нетландию          | Pan                                      | Чёрная Борода                              |
| 2015      | ф   | Эдди «Орёл»                           | Eddie the Eagle                          | Бронсон Пири                               |
| 2015      | ф   | Я, Эрл и умирающая девушка            | Me and Earl and the Dying Girl           | камео                                      |
| 2016      | ф   | Люди Икс: Апокалипсис                 | X-Men: Apocalypse                        | Джеймс Логан / Росомаха                    |
| 2017      | ф   | Логан                                 | Logan                                    | Джеймс «Логан» Хоулетт / Росомаха / Икс-24 |
| 2017      | ф   | Величайший шоумен                     | The Greatest Showman                     | Финеас Тейлор Барнум                       |
| 2018      | кор | Данди: Сын легенды возвращается домой | Dundee: The Son of a Legend Returns Home | премьер-министр                            |
| 2018      | ф   | Как не стать президентом              | The Front Runner                         | Гэри Харт                                  |
| 2019      | мф  | Потерянное звено                      | Missing Link                             | Лайонел Фрост                              |
| 2019      | ф   | Безупречный                           | Bad Education                            | Фрэнк Тассоне                              |
| 2020      | с   | Домашний фильм: Принцесса-невеста     | Home Movie: The Princess Bride           | Принц Хампердинк                           |
| 2021      | ф   | Главный герой                         | Free Guy                                 | аватар в маске из переулка                 |
| 2021      | ф   | Воспоминания                          | Reminiscence                             | Николас «Ник» Баннистер                    |
| 2021      | мс  | Большой рот                           | Big Mouth                                | член                                       |
| 2022      | мс  | Симпсоны                              | The Simpsons                             | уборщик                                    |
| 2022      | ф   | Сын                                   | The Son                                  | Питер Миллер                               |
| 2022—2023 | мс  | Отдел кадров                          | Human Resources                          | Данте                                      |
| 2023      | мс  | Человек-коала                         | Koala Man                                | Большой Грэг                               |
| 2023      | мс  | Рик и Морти                           | Rick and Morty                           | камео                                      |
| 2023      | с   | Далёкие холмы                         | Faraway Downs                            | Дровер / Джек Клэнси                       |
| 2024      | ф   | Дэдпул и Росомаха                     | Deadpool & Wolverine                     | Джеймс «Логан» Хоулетт / Росомаха          |
| 2025      | ф   | Песня звучит печально                 | Song Sung Blue                           | Майк Сардин                                |
| 2026      | ф   | Три полные сумки: Овечий детектив     | Three Bags Full: A Sheep Detective Movie | Джордж Харди                               |
|           | ф   | Апостол Павел                         | Apostle Paul                             | Апостол Павел                              |
|           | ф   | Смерть Робин Гуда                     | The Death of Robin Hood                  | Робин Гуд                                  |

## Театр
| Год  | Название на русском  | Оригинальное название | Роль              | Примечания |
| ---- | -------------------- | --------------------- | ----------------- | ---------- |
| 1995 | Красавица и чудовище | Beauty and the Beast  | Гастон            |            |
| 1996 | Бульвар Сансет       | Sunset Boulevard      | Джо Гиллис        |            |
| 1998 | Оклахома!            | Oklahoma!             | Кёрли Маклейн     |            |
| 2002 | Карусель             | Carousel              | Билли Бигелоу     |            |
| 2003 | Мальчик из страны Оз | The Boy from Oz       | Питер Аллен       |            |
| 2015 | Река                 | The River             | Мужчина (The Man) |            |

Музыкальные клипы
| Год  | Название     | Исполнитель | Роль     |
| ---- | ------------ | ----------- | -------- |
| 2024 | Chk Chk Boom | Stray Kids  | Росомаха |

## Награды и номинации

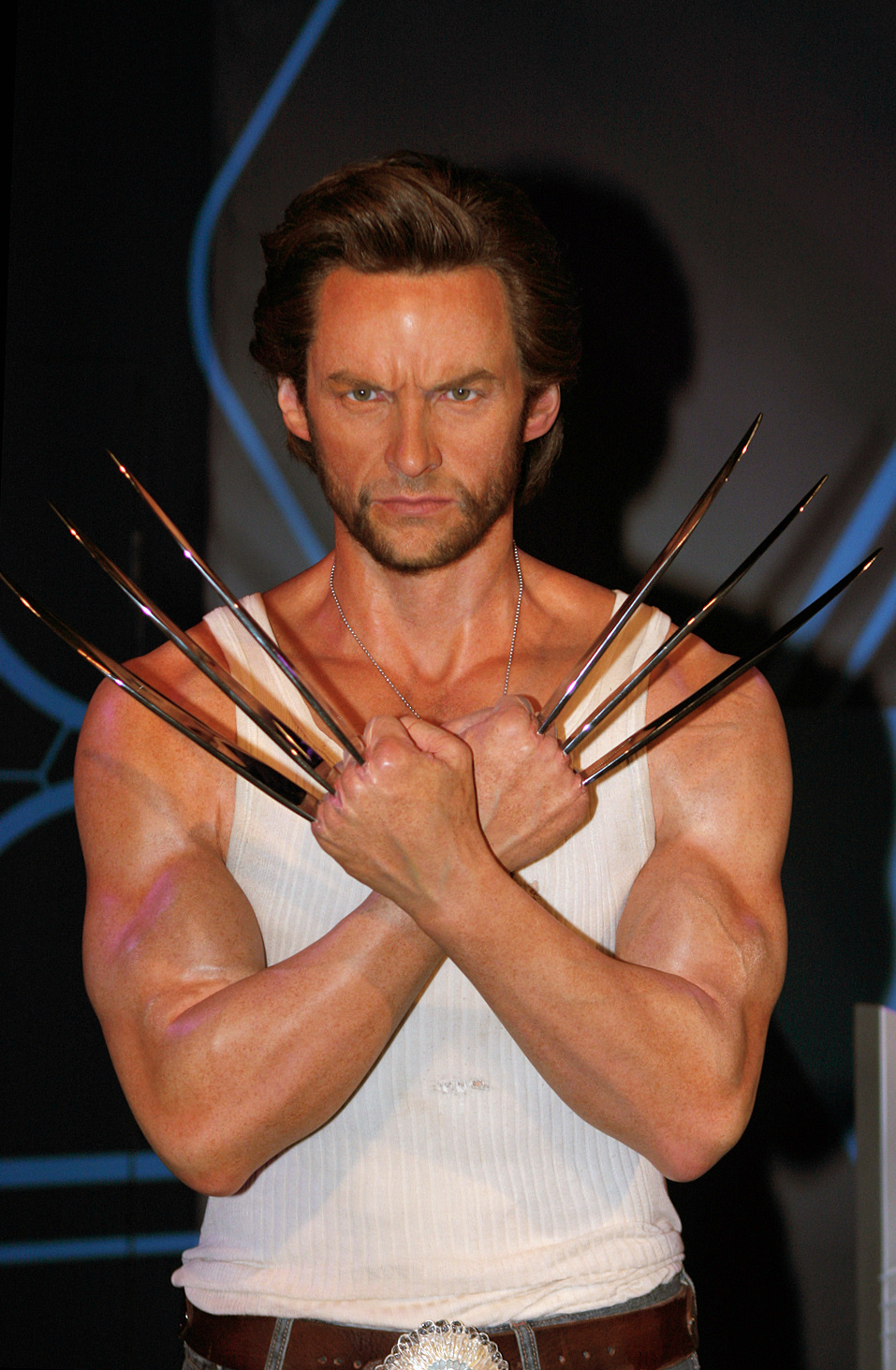
Хью Джекман в Музее мадам Тюссо.

- Джекман стал единственным исполнителем в истории Бродвея, получившим все основные театральные премии в течение одного сезона (за роль в «Мальчик из страны Оз[англ.]»). Это «Тони», «Drama Desk» и «Outer Critics Circle», так называемая «тройная корона Бродвея». Кроме того, он получил премии «Drama League» издания «Theatre World» и премию Фреда Астера.

Полный список наград см. на IMDb.com.
Награды
| Награды и номинации            | Награды и номинации | Награды и номинации                                    | Награды и номинации                           | Награды и номинации |
| Награда                        | Год                 | Категория                                              | Фильм                                         | Результат           |
| ------------------------------ | ------------------- | ------------------------------------------------------ | --------------------------------------------- | ------------------- |
| Оскар                          | 2013                | Лучшая мужская роль                                    | Отверженные                                   | Номинация           |
| BAFTA                          | 2013                | Лучшая мужская роль                                    | Отверженные                                   | Номинация           |
| Золотой глобус                 | 2002                | Лучшая мужская роль в комедии или мюзикле              | Кейт и Лео                                    | Номинация           |
| Золотой глобус                 | 2013                | Лучшая мужская роль в комедии или мюзикле              | Отверженные                                   | Победа              |
| Золотой глобус                 | 2018                | Лучшая мужская роль в комедии или мюзикле              | Величайший шоумен                             | Номинация           |
| Золотой глобус                 | 2023                | Лучшая мужская роль в драме                            | Сын                                           | Номинация           |
| Прайм-таймовая премия «Эмми»   | 2005                | Лучшее выступление в варьете или музыкальной программе | 58-я церемония награждения премии «Тони»      | Победа              |
| Прайм-таймовая премия «Эмми»   | 2006                | Лучшее выступление в варьете или музыкальной программе | 59-я церемония награждения премии «Тони»      | Номинация           |
| Прайм-таймовая премия «Эмми»   | 2009                | Лучшее выступление в варьете или музыкальной программе | 81-я церемония вручения наград премии «Оскар» | Номинация           |
| Прайм-таймовая премия «Эмми»   | 2015                | Лучшее выступление в варьете или музыкальной программе | 68-я церемония награждения премии «Тони»      | Номинация           |
| Прайм-таймовая премия «Эмми»   | 2020                | Лучшая мужскую роль в мини-сериале или телефильме      | Безупречный                                   | Номинация           |
| Грэмми                         | 2019                | Лучший саундтрек для визуальных медиа                  | Величайший шоумен                             | Победа              |
| Премия Гильдии киноактёров США | 2013                | Лучшая мужская роль                                    | Отверженные                                   | Номинация           |
| Премия Гильдии киноактёров США | 2013                | Лучший актёрский состав в игровом кино                 | Отверженные                                   | Номинация           |
| Тони                           | 2004                | Лучшая мужская роль в мюзикле                          | Мальчик из страны Оз                          | Победа              |
| Тони                           | 2012                | Социальная премия «Тони»                               | Социальная премия «Тони»                      | Победа              |
| AACTA                          | 1999                | Лучшая мужская роль                                    | Эрскинвильские короли                         | Номинация           |
| AACTA                          | 2007                | Лучшая мужская роль                                    | Престиж                                       | Номинация           |
| Выбор критиков                 | 2013                | Лучшая мужская роль                                    | Отверженные                                   | Номинация           |
| Выбор критиков                 | 2013                | Лучший актёрский состав в игровом кино                 | Отверженные                                   | Номинация           |
| Сатурн                         | 2001                | Лучший киноактёр                                       | Люди Икс                                      | Победа              |
| Сатурн                         | 2007                | Лучший киноактёр                                       | Фонтан                                        | Номинация           |
| Сатурн                         | 2013                | Лучший киноактёр                                       | Отверженные                                   | Номинация           |
| Сатурн                         | 2018                | Лучший киноактёр                                       | Логан                                         | Номинация           |